# Minax
Minax is een geslacht van hooiwagens uit de familie Stygnidae.
De wetenschappelijke naam Minax is voor het eerst geldig gepubliceerd door Pinto-da-Rocha in 1997. 

## Soorten
Minax is monotypisch en omvat slechts de volgende soort:
- Minax tetraspinosus